# Бережок (Октябрьский район)
Бережок — опустевшая деревня в Октябрьском районе Костромской области России. Входит в состав Покровского сельского поселения.

## История
В 1966 г. указом президиума ВС РСФСР поселок льнозавода переименован в Бережок.

## Население
| 2008 | 2010 | 2014 |
| ---- | ---- | ---- |
| 0    | →0   | →0   |